# Renault Mascott
Renault Mascott — легка вантажівка, від Renault Trucks, що виготовлялась з 1999 до 2010 року. Він замінив Renault Messenger, який створений на основі Renault Master першого покоління.

## Опис

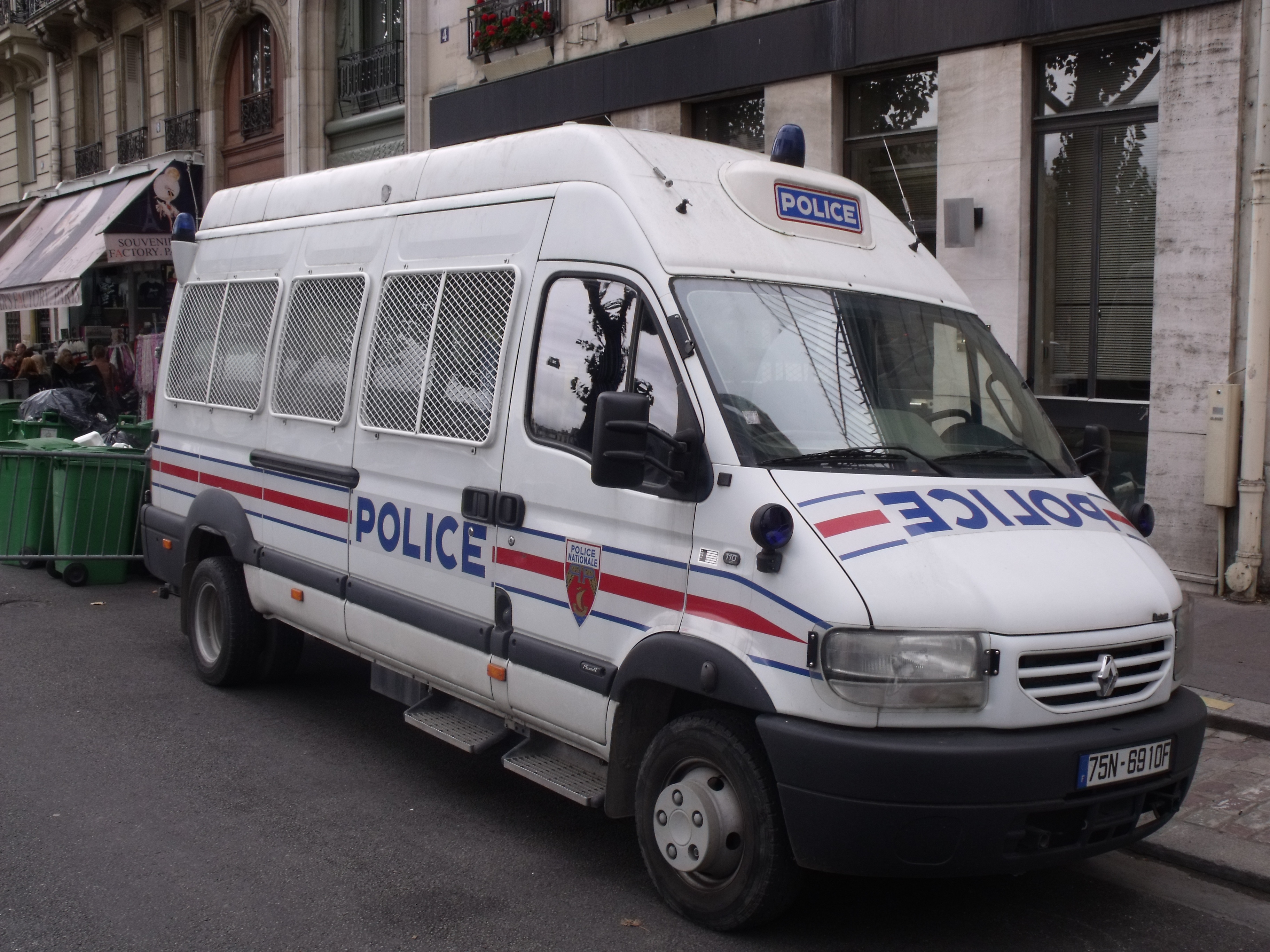
Renault Mascott (1999-2004)

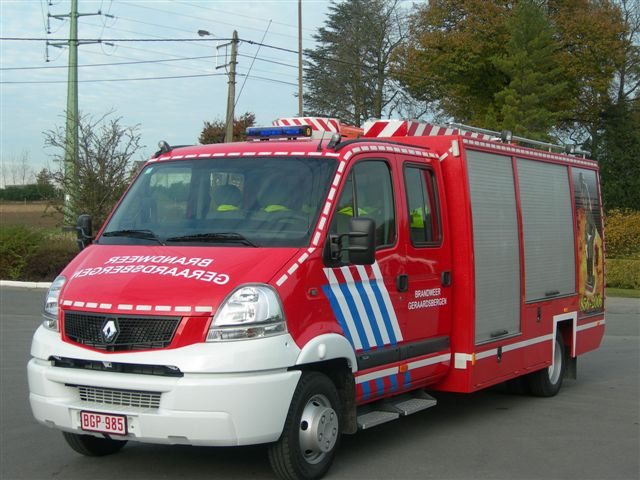
Renault Mascott (2004-2010)

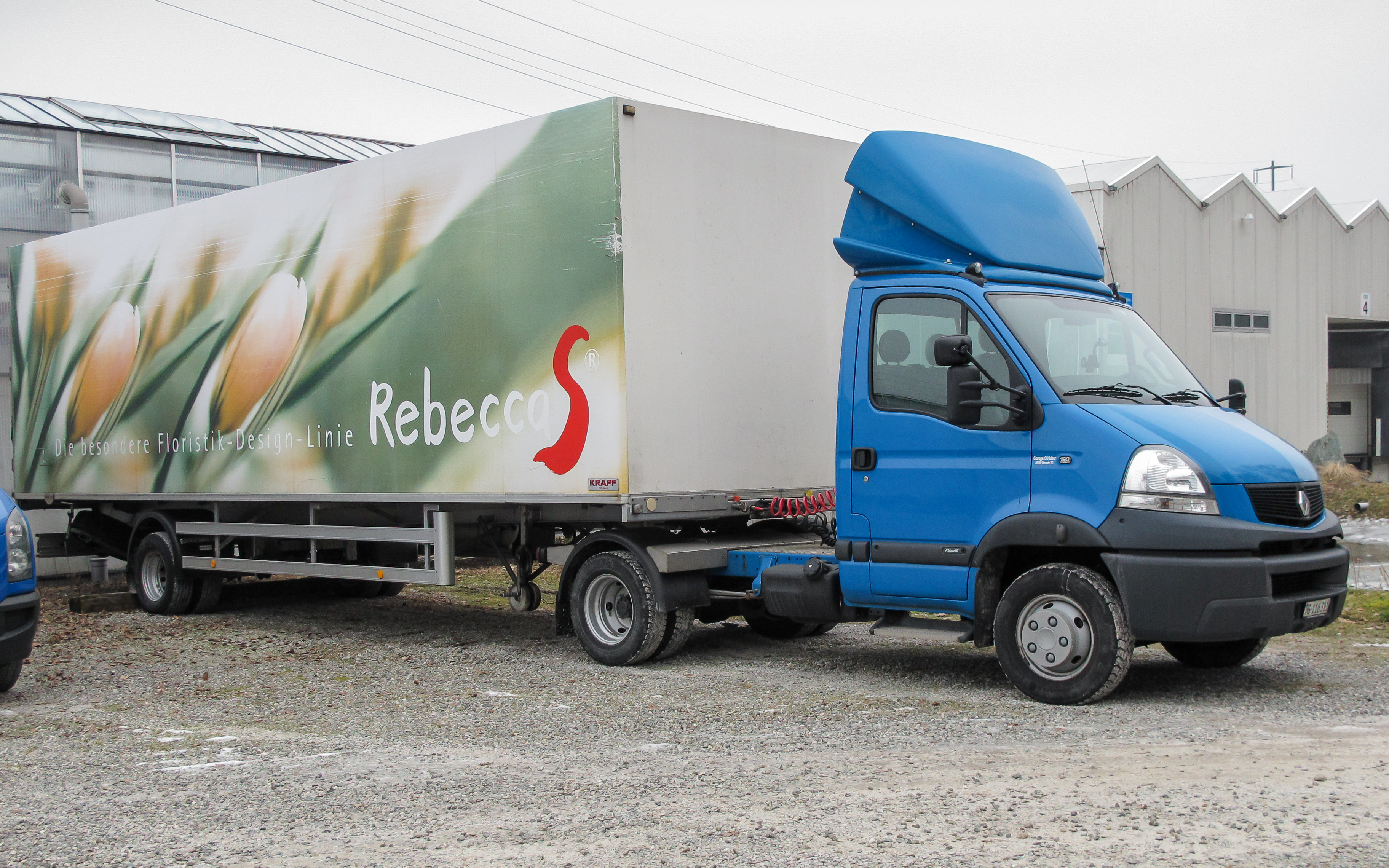
Renault Mascott 160 DXi (2004-2010)

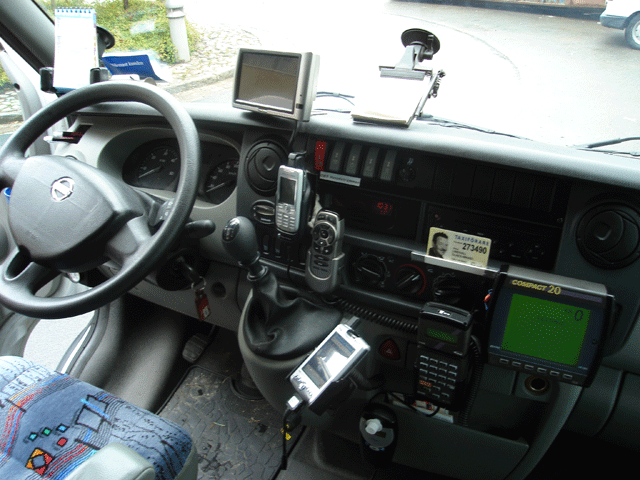

Незважаючи на зовнішню схожість з Renault Master II технічно він значно відрізняється від нього. Mascott використовує шасі та інші компоненти від Iveco Daily III. Кузов моделі являє собою злегка змінений кузов Master II. Різниця полягає в передній решітці, що пов'язано з різним положенням двигуна. Двигун Mascott встановлений в поздовжньому напрямку і передає крутний момент або на задні або на всі чотири колеса. Перші версії комплектувалися 2,8 л дизельним двигуном (SOFIM). 
У 2004 році модель модернізували, змінився зовнішній вигляд автомобіля, так як і Master II. Двигуни Iveco були замінені на  3,0 літровий дизельний двигун Nissan від моделі Patrol потужністю 115 к.с. і 156 к.с.
У 2007 році двигун був перероблений і видає тепер 130 к.с. і 150 к.с. відповідно.
Повна маса Mascott варіюється від 3,5 до 6,5 тонн. Модель пропонувалась в чотирьох варіантах колісної бази (3130 мм, 3630 мм, 4130 мм і 4630 мм). Автомобілі пропонуються, як шасі і бортові автомобілі з одинарною і подвійною кабіною, фургони (об'єм 12 м³) та мікроавтобуси.
Після придбання компанії Renault Trucks компанією Volvo Mascott була запропонована в деяких країнах через збутову мережу компанії Volvo Trucks. Як Renault Master Maxi, однак деякі версії Mascott також були продані через дилерську мережу автомобілів Renault. В кінці 2010 року Renault Maxity із заднім приводом замінив Renault Mascott.

## Двигуни
- Дизельні

| Двигун  | Виробник | Об'єм [см³] | Потужність [к.с.] ([кВт]) при об/хв | Крутний момент [Нм] при об/хв | Циліндри | Клапани |
| ------- | -------- | ----------- | ----------------------------------- | ----------------------------- | -------- | ------- |
| 2,8 D   | SOFIM    | 2799        | 85 (63)/3800                        | 180/2000                      | R4       | OHC/8   |
| 2,8 dCi | SOFIM    | 2799        | 106 (78)/3600                       | 250/1800                      | R4       | OHC/8   |
| 2,8 dCi | SOFIM    | 2799        | 125 (92)/3600                       | 290/1800                      | R4       | OHC/8   |
| 2,8 dCi | SOFIM    | 2799        | 146 (107)/3600                      | 320/1500                      | R4       | OHC/8   |
| 3,0 DXi | Nissan   | 2953        | 115 (85)/3600                       | 270/1300                      | R4       | DOHC/16 |
| 3,0 DXi | Nissan   | 2953        | 130 (95)/3600                       | 300/1500                      | R4       | DOHC/16 |
| 3,0 DXi | Nissan   | 2953        | 150 (110)/3600                      | 350/1600                      | R4       | DOHC/16 |
| 3,0 DXi | Nissan   | 2953        | 156 (115)/3600                      | 350/1500                      | R4       | DOHC/16 |